# 864
El 864 (DCCCLXIV) fou un any de traspàs començat en dissabte del calendari julià.

## Necrològiques
- Abbad ben Sulayman al Saymari, mutazilita de Bàssora.[1]
- Humfrid, comte de Barcelona, Rosselló, Narbona, Girona, Empúries i Tolosa.[2]